# 17. armija (Njemačko Carstvo)
17. armija (njem. 17. Armee / Armeeoberkommando 17 / A.O.K. 17) je bila vojna formacija njemačke vojske u Prvom svjetskom ratu. Tijekom Prvog svjetskog rata djelovala je na Zapadnom bojištu.

## Povijest
Sedamnaesta armija formirana je 1. veljače 1918. godine na temelju jedinica iz rasformirane 14. armije. Njezinim zapovjednikom postao je general pješaštva Otto von Below, dotadašnji zapovjednik 14. armije i pobjednik u Bitci kod Kobarida, kojemu je načelnik stožera bio general poručnik Konrad Krafft von Dellmensingen. Otta von Belowa je 10. listopada 1918. na mjestu zapovjednika 17. armije zamijenio general pješaštva Bruno von Mudra koji je armijom zapovijedao sve do potpisivanja primirja i njenog rasformiranja. Sjedište stožera armije bilo je najprije u St. Amandu, da bi se napredovanjem odnosno povlačenjem njemačkih snaga premjestilo najprije u Douai, nakon toga u Denain, i na kraju u Mons.
S 2. armijom pod zapovjedništvom Georga von der Marwitza i također novoformiranom 18. armijom pod zapovjedništvom Oskara von Hutiera, 17. armiji je bila namijenjena presudna uloga u odlučnoj njemačkoj ofenzivi (Kaiserschlacht) na Zapadnom bojištu kojom je njemački glavni stožer želio ostvariti presudnu pobjedu prije nego što na bojište pristignu američke snage.

Sedamnaesta armija je tako sudjelovala Drugoj bitci u Pikardiji (21. ožujka - 5. travnja 1918.) ili Operaciji Michael, prvom pet od napada njemačke Proljetne ofenzive. Prema njemačkom planu, 17. armija je trebala u kratkom roku zauzeti Arras, ali u tome zbog jakog otpora britanske 3. armije nije uspjela. Nakon neuspjeha njemačke Proljetne ofenzive i poraza 2. armije kod Amiensa 8. kolovoza 1918.  položaji 17. armije postali su ugroženi. Armija je pretrpjela poraz u Drugoj bitci kod Bapaumea (21. kolovoza – 3. rujna 1918.) nakon čega se morala povući na Hindenburgovu liniju. U rujnu međutim, saveznici su uspjeli probiti i Hindenburgovu liniju tako da se 17. armija morala nastaviti povlačiti. Nakon potpisivanja primirja armija se povukla u Njemačku gdje je 19. siječnja 1919. i rasformirana.

## Zapovjednici
Otto von Below (1. veljače 1918. – 12. listopada 1918.) 

Bruno von Mudra (12. listopada 1918. – 1. prosinca 1918.) 

## Načelnici stožera
Konrad Krafft von Dellmensingen (1. veljače 1918. – 18. travnja 1918.)

Richard von Pawelsz (18. travnja 1918. – 12. listopada 1918.)

Robert von Klüber (12. listopada 1918. – 1. prosinca 1918.)

## Bitke
Druga bitka u Pikardiji (Operacija Michael) (21. ožujka - 5. travnja 1918.)

Ofenziva od 100 dana (8. kolovoza - 11. studenog 1918.)

## Vojni raspored 17. armije u Proljetnoj ofenzivi
Zapovjednik: general pješaštva Otto von Below

Načelnik stožera: general poručnik Konrad Krafft von Dellmensingen

- XVIII. korpus (genpor. Viktor Albrecht)
  - 111. pješačka divizija (gen. Busse)
  - 221. pješačka divizija (gen. von der Chevallerie)
  - 234. pješačka divizija (gen. Stumpff)
  - 2. gardijska pričuvna divizija (gen. Petersdorff)
  - 6. bavarska divizija (gen. Riedl)
  - 239. pješačka divizija (gen. Reitzenstein)

- VI. pričuvni korpus (genpor. Kurt von dem Borne)
  - 17. pješačka divizija (gen. Gabain)
  - 195. pješačka divizija (gen. Weidner)
  - 1. gardijska pričuvna divizija (gen. Tiede)
  - 5. bavarska divizija (gen. Endres)
  - 24. pješačka divizija (gen. Hammer)

- XIV. pričuvni korpus (genpor. Arthur von Lindequist)
  - 3. gardijska divizija (gen. Roeder)
  - 20. pješačka divizija (gen. Trautmann)
  - 39. pješačka divizija (gen. Dawans)

- XI. korpus (genpor. Viktor Kühne)
  - 24. pričuvna divizija (gen. Morgenstern-Doring)
  - 53. pričuvna divizija (gen. Leuthold)
  - 119. pješačka divizija (gen. Berger)
  - 4. pješačka divizija (gen. Freyer)
Bruno von Mudra, zapovjednik 17. armije u posljednjem mjesecu rata

## Vojni raspored 17. armije krajem listopada 1918.
Zapovjednik: general pješaštva Bruno von Mudra

Načelnik stožera: general poručnik Robert von Klüber

- I. bavarski pričuvni korpus (genpj. Karl von Fasbender)
  - 187. pješačka divizija (gen. Langermann und Erlenkamp)
  - 26. pričuvna divizija (gen. Fritsch)
  - 10. ersatzka divizija (gen. Rumschöttel)
  - 208. pješačka divizija (gen. Groddeck)

- II. bavarski korpus (genpor. Konrad Krafft von Dellmensingen)
  - 234. pješačka divizija (gen. Stumpff)
  - 25. pješačka divizija (gen. Dresler und Scharfenstein)

- XVIII. korpus (genpor. Günther von Etzel)
  - 220. pješačka divizija (gen. Bassewitz)
  - 35. pješačka divizija (gen. Wohlgemuth)
  - 6. pješačka divizija (gen. Mutius)

- XIV. pričuvni korpus (genpor. Kurt von Morgen)
  - 214. pješačka divizija (gen. Maercker)
  - 111. pješačka divizija (gen. Busse)
  - 48. pričuvna divizija (gen. Hippel)
  - 206. pješačka divizija (gen. O. Etzel)
  - 12. pješačka divizija (gen. Funcke)
  - 28. pričuvna divizija (gen. Altrock)

## Vanjske poveznice
(eng.) 17. armija na stranici Prussian Machine.com

(njem.) 17. armija na stranici Deutschland14-18.de  Arhivirana inačica izvorne stranice od 5. listopada 2013. (Wayback Machine)

(njem.) 17. armija na stranici Wiki-de.genealogy.net